# Рогава Цотне Бадрієвич
Цотне Рогава (нар. 2 травня 1993, Зугдіді) — український тайський боксер, кікбоксер та боксер-професіонал.

## Аматорська кар'єра у боксі
У 2013 році Рогава вперше взяв участь у чемпіонаті України. Після двох стартових премог він поступився у півфіналі Олексію Жуку та став бронзовим призером змагань.
Після шести років перерви Цотне вирівшив повернутися до виступів у аматорському боксі та спробувати пройти відбір на Олімпійські ігри 2020 року. Після відмови основного складу збірної України виступати на чемпіонаті світу 2019 року в Росії, Рогава отримав можливість представити Україну на цьому турнірі. Там, він поступився у другому поєдинку майбутньому чемпіону Баходіру Жалолову.
На чемпіонаті України 2019 року Цотне зумів у фіналі перемогти першого номера збірної, дворазового чемпіона Європи Віктора Вихриста. Ця перемога дозволила йому взяти участь у Європейському кваліфікаційному турнірі на Олімпійські ігри. На самому турнірі Рогава переміг литовця, Алгірдаса Баніуліса, після чого відбір було призупинено через спалах коронавірусної хвороби у світі.
У червні 2021 року Цотне було кваліфіковано для участі в літніх Олімпійських іграх в Токіо від України. Окрім нього, до чоловічої сітки представників України було включено Іщук Андрій Леонідович, Миколу Буценка, Ярослава Харциза, Євгена Барабанова, Олександра Хижняка, до жіночої сітки увійшла Ганна Лисенко..

## Професійна кар'єра у боксі
10 квітня 2021 року Рогава дебютував на професійному ринзі. Його бій відбувся у рамках вечора боксу, який організувала промоутерська компанія Олександра Усика «Usyk17Promotion». Першим суперником був Петар Миртвалж, якого Рогава успішно нокаутував у першому раунді.

## Таблиця боїв у професійному боксі
| 12 Перемог (8 нокаутом, 4 за рішенням суддів), 0 Поразок (0 нокаутом, 0 за рішенням суддів), 0 Нічиїх |        |                     |        |            |                 |                          |                                                                        |
| Результат                                                                                             | Рекорд | Суперник            | Спосіб | Раунд, час | Дата            | Місце проведення         | Примітки                                                               |
| Перемога                                                                                              | 12-0   | Віталій Стальченко  | UD     | 6          | 21 червня 2025  | Ер-Ріяд                  | Пройшов в 1/4 турніру WBC Grand Prix.                                  |
| Перемога                                                                                              | 11-0   | Льюїс Кларк         | TKO    | 2 (6)      | 20 квітня 2025  | Ер-Ріяд                  | Пройшов в 1/8 турніру WBC Grand Prix.                                  |
| Перемога                                                                                              | 10-0   | Александер Флорес   | UD     | 10         | 28 вересня 2024 | Індастрі (Каліфорнія)    | Рахунок суддів: 99-90, 97-92, 96-93. Завоював вакантний титул WBC USA. |
| Перемога                                                                                              | 9-0    | Джон Болден         | UD     | 8          | 15 червня 2024  | Такома                   | Рахунок суддів: 79-71, 80-71 (двічі)                                   |
| Перемога                                                                                              | 8-0    | Террелл Джамал Вудс | UD     | 8          | 23 травня 2024  | Сан-Хасінто (Каліфорнія) | Рахунок суддів: 80-71 (тричі). Вудс в нокдауні в 5-му раунді.          |
| Перемога                                                                                              | 7-0    | Джессі Браян        | KO     | 1 (8)      | 12 квітня 2024  | Супіріор (Колорадо)      |                                                                        |
| Перемога                                                                                              | 6-0    | Антоніо Браун       | TKO    | 1 (8)      | 23 березня 2024 | Онтаріо (Каліфорнія)     |                                                                        |
| Перемога                                                                                              | 5–0    | Джон Шипман         | KO     | 1 (6)      | 15 лютого 2024  | Сан-Хасінто (Каліфорнія) |                                                                        |
| Перемога                                                                                              | 4–0    | Данте Вільямс       | KO     | 1 (6)      | 4 січня 2024    | Такома                   |                                                                        |
| Перемога                                                                                              | 3–0    | Демір Гуламіч       | TKO    | 1 (6)      | 1 жовтня 2022   | Ле-Канне                 |                                                                        |
| Перемога                                                                                              | 2–0    | Майкл Бассетт       | RTD    | 2 (6)      | 7 травня 2022   | Кельн                    |                                                                        |
| Перемога                                                                                              | 1–0    | Петар Миртвалж      | KO     | 1 (4)      | 10 квітня 2021  | Київ                     | Дебют.                                                                 |

## Спортивні досягнення у боксі
- Регіональні аматорські
  - 2021 —  Чемпіон України у надважкій вазі (понад 92 кг)
  - 2019 —  Чемпіон України у надважкій вазі (понад 91 кг)
  - 2013 —  Бронзовий призер чемпіонату України у надважкій вазі (понад 91 кг)

## Спортивні досягнення в змішаних єдиноборствах
- Професіональні:
  - 2018 Чемпіон турніру ACB KB у важкій вазі
  - 2016 Фіналіст турніру Kunlun Fight у надважкій вазі 2016
  - 2012 Чемпіон Татнефть Арена Кубок світу у надважкій вазі 2012 [7]
- Аматорські:
  - 2018 Чемпіон світу IFMA з муай-тай (Канкун, Мексика),  +91 кг
  - 2012 Чемпіон світу IFMA з муай-тай (Санкт-Петербург, Росія)  +91 кг
  - 2012 Чемпіон Європи IFMA з муай-тай  +91 кг
  - 2010 Світові ігри боєвих мистецтв (муай-тай)  +91 кг
  - 2010 Чемпіонат світу IFMA з муай-тай  +91 кг
  - 2010 Чемпіон України з муай-тай  +91 кг
  - 2009 Фіналіст чемпіонату світу IFMA з муай-тай (Бангкок, Таїланд)  +91 кг[8]
  - 2009 Чемпіон України з муай-тай  +91 кг
  - 2009 Чемпіон Європи IFMA з муай-тай  (юніори) +91 кг